# Pulicomorpha manni
Pulicomorpha manni är en skalbaggsart som beskrevs av Jacobson och Kistner 1992. Pulicomorpha manni ingår i släktet Pulicomorpha och familjen kortvingar. Inga underarter finns listade i Catalogue of Life.